# Aglomeracja szczecińska

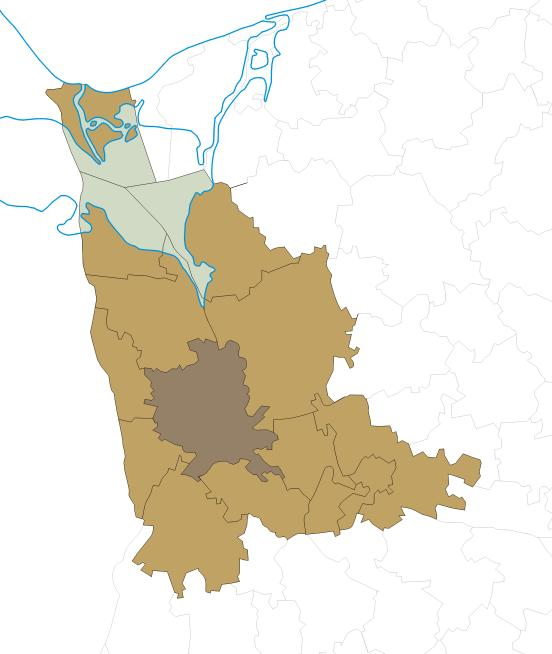
Mapa aglomeracji szczecińskiej (zasięg aglomeracji według Swianiewicza)

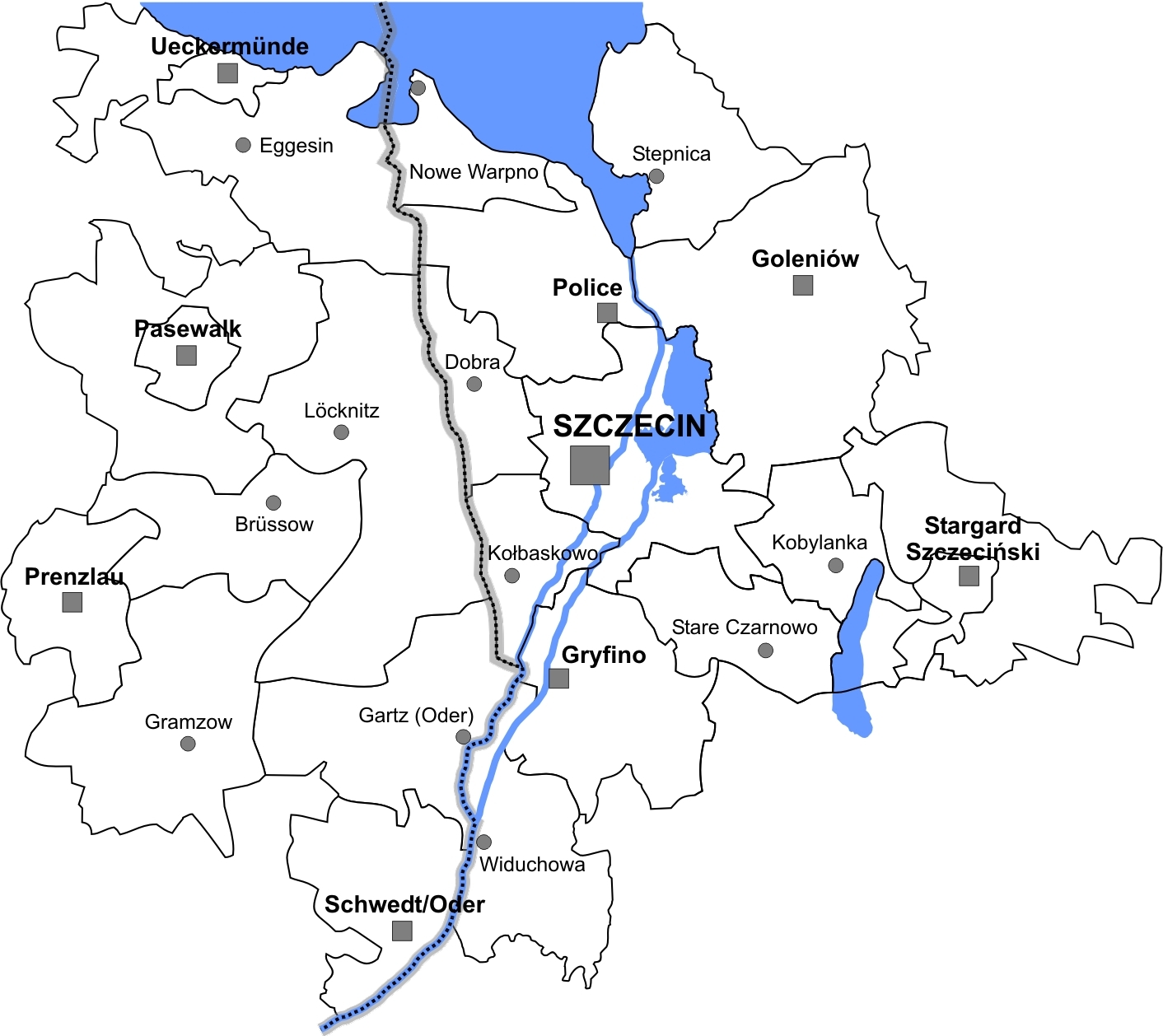
Mapa aglomeracji szczecińskiej (zasięg po obu stronach granicy polsko-niemieckiej)

Aglomeracja szczecińska – obszar aglomeracji monocentrycznej, który ukształtował się wokół stolicy województwa zachodniopomorskiego – Szczecina, jest największym tego typu obszarem na północnym zachodzie Polski.
Według programu ESPON obszar funkcjonalny Szczecina (FUA, ang. Functional Urban Area) w 2002 r. zamieszkiwało 610 tys. osób.

## Definicje, charakterystyka, zasięg terytorialny aglomeracji szczecińskiej
Istnieją liczne definicje granic aglomeracji szczecińskiej. Często aglomeracja szczecińska jest utożsamiana ze Szczecińskim Obszarem Metropolitalnym.
|                    | Aglomeracja | Zachodniopomorskie | Polska |
| ------------------ | ----------- | ------------------ | ------ |
| Powierzchnia (km²) | 2795        | 12%                | 1%     |
| Ludność (os.)      | 750 000     | 44%                | 2%     |

Aglomeracja szczecińska tworzy układ urbanistyczny składający się z dwóch elementów będących w stałej symbiozie ze sobą tj. wielkiego miasta, które stanowi jego ośrodek centralny oraz szeregu miast i jednostek osadniczych.
Aglomeracja szczecińska należy w Polsce do rozwiniętych, gdyż spełnia następujące funkcje krajowe, jak i międzynarodowe: jest dużym węzłem transportowym, ośrodkiem gospodarki morskiej, posiada przemysł energetyczny i chemiczny podmioty te powiązane są ze sobą drogami lądowymi i wodnymi, jest też ważnym ośrodkiem szkolnictwa wyższego.
Dodatkowo obszary aglomeracji szczecińskiej i tereny przylegające bezpośrednio do niego gromadzą większość walorów środowiska naturalnego wynikających z jego specyficznego położenia nad Odrą, jeziorem Dąbie w Dolinie Dolnej Odry, Zalewem Szczecińskim, Puszczą Wkrzańską łącznie z Puszczami Szczecińskimi i wreszcie Morzem Bałtyckim, wszystko to tworzy podstawy do rozwoju infrastruktury turystycznej tegoż regionu.

Aglomeracja szczecińska
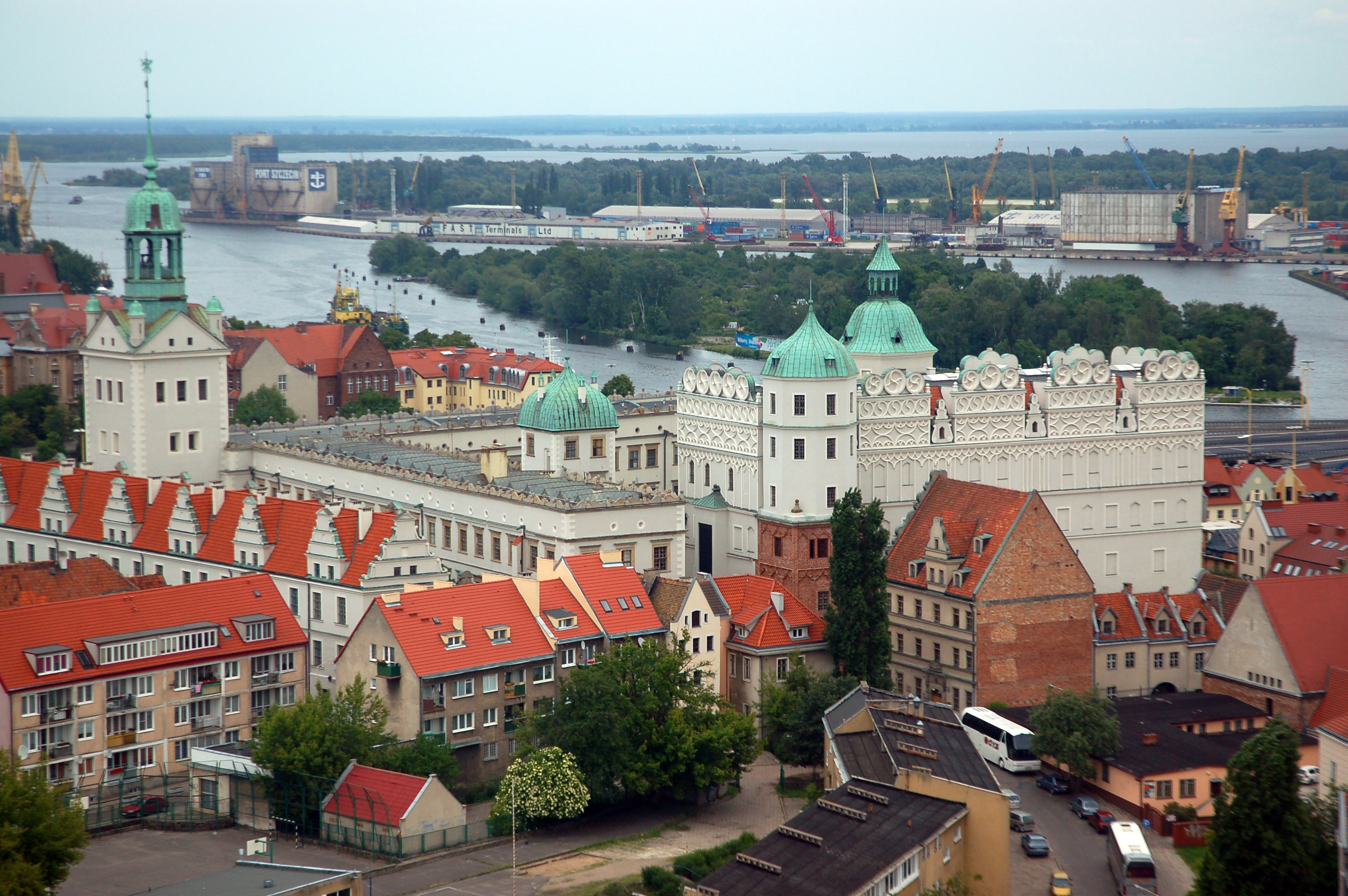
Szczecin
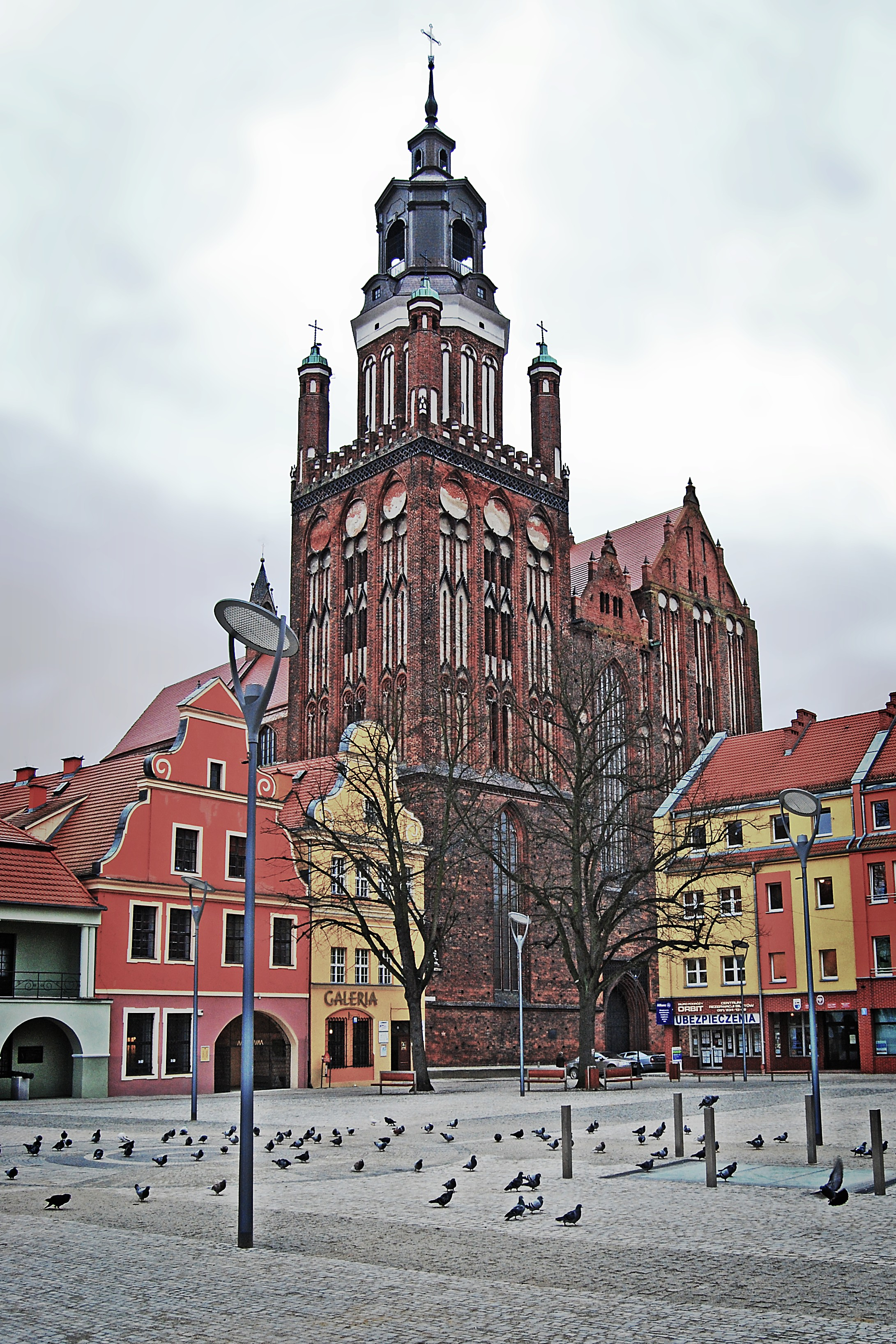
Stargard
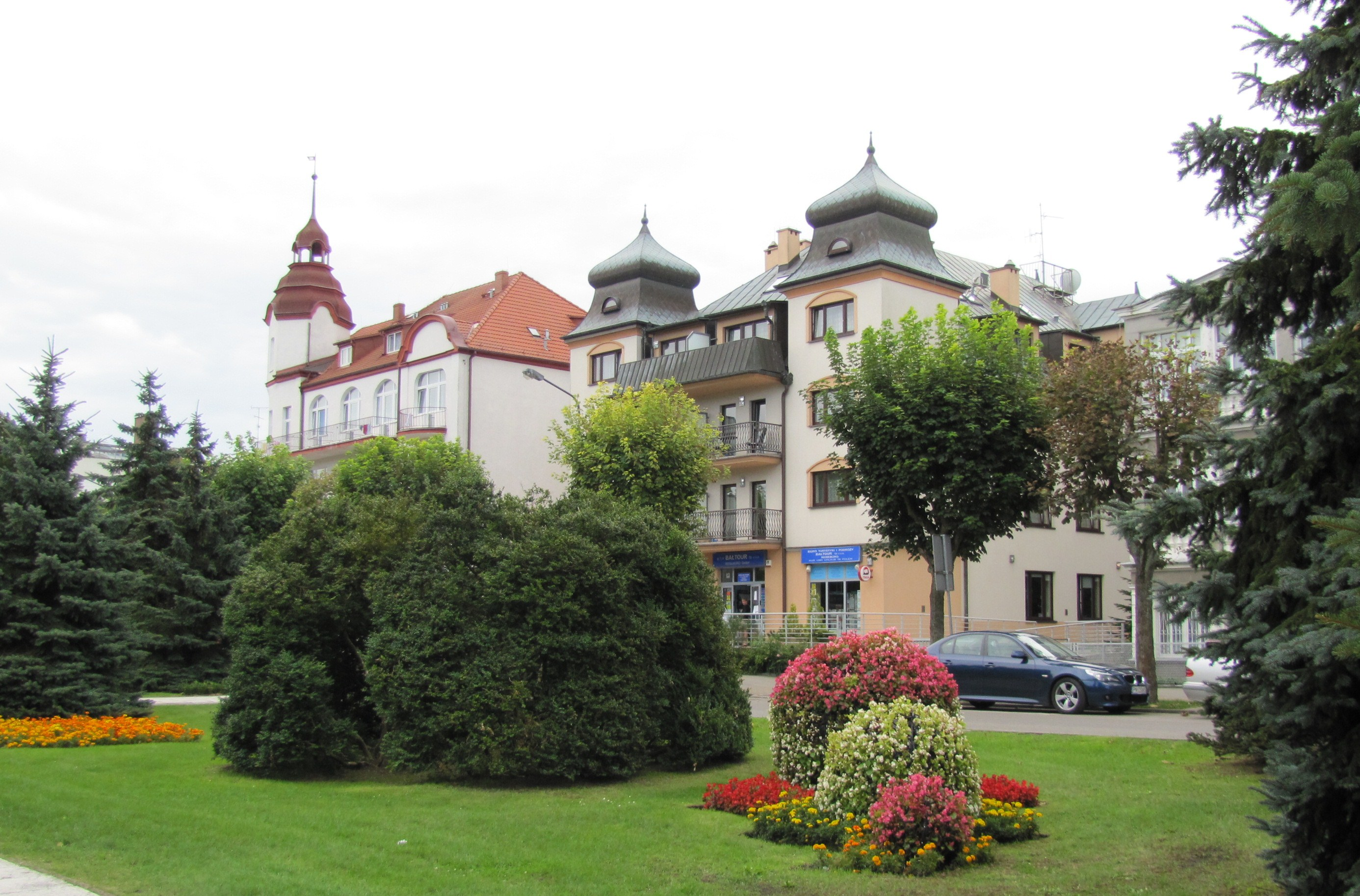
Świnoujście
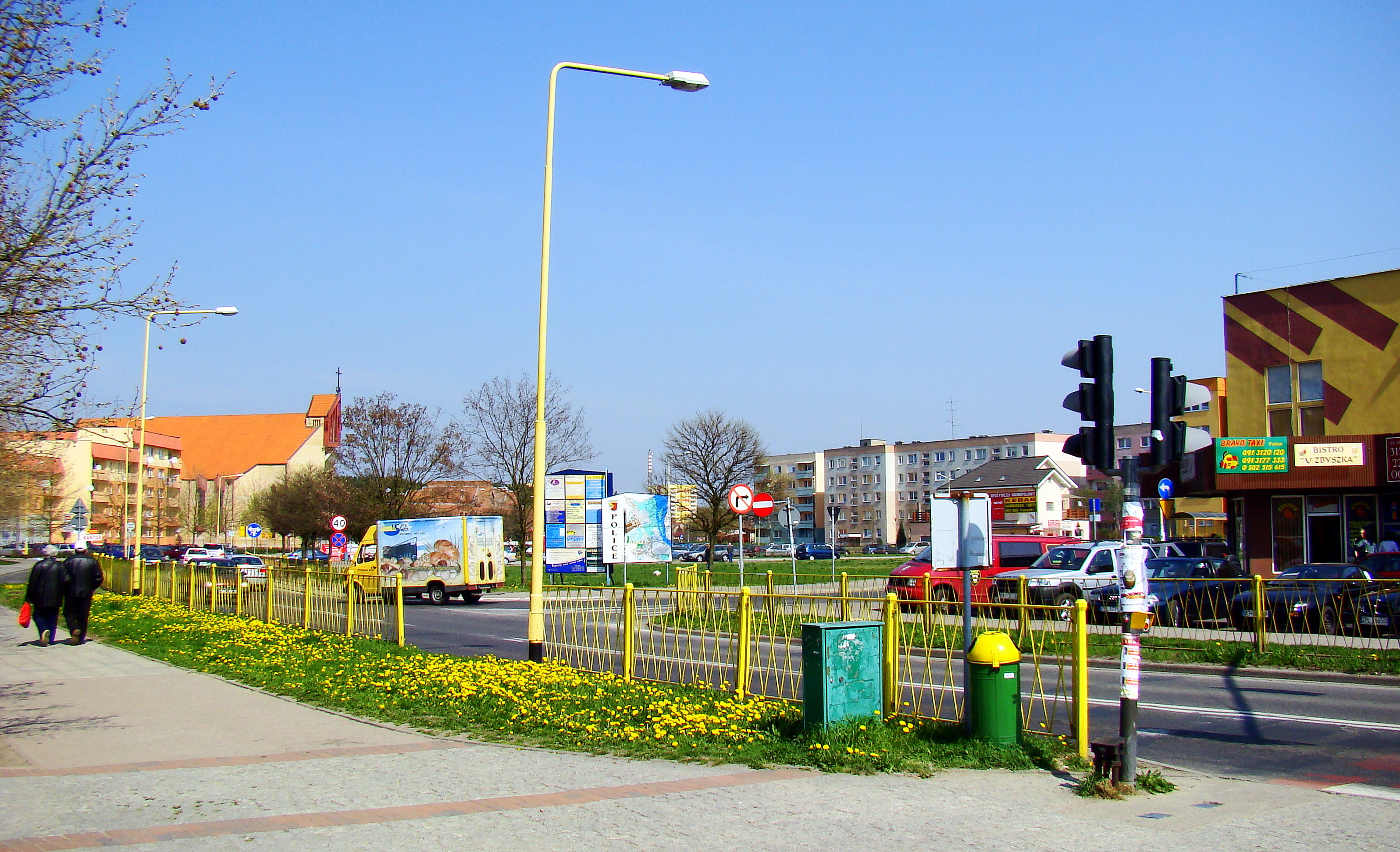
Police
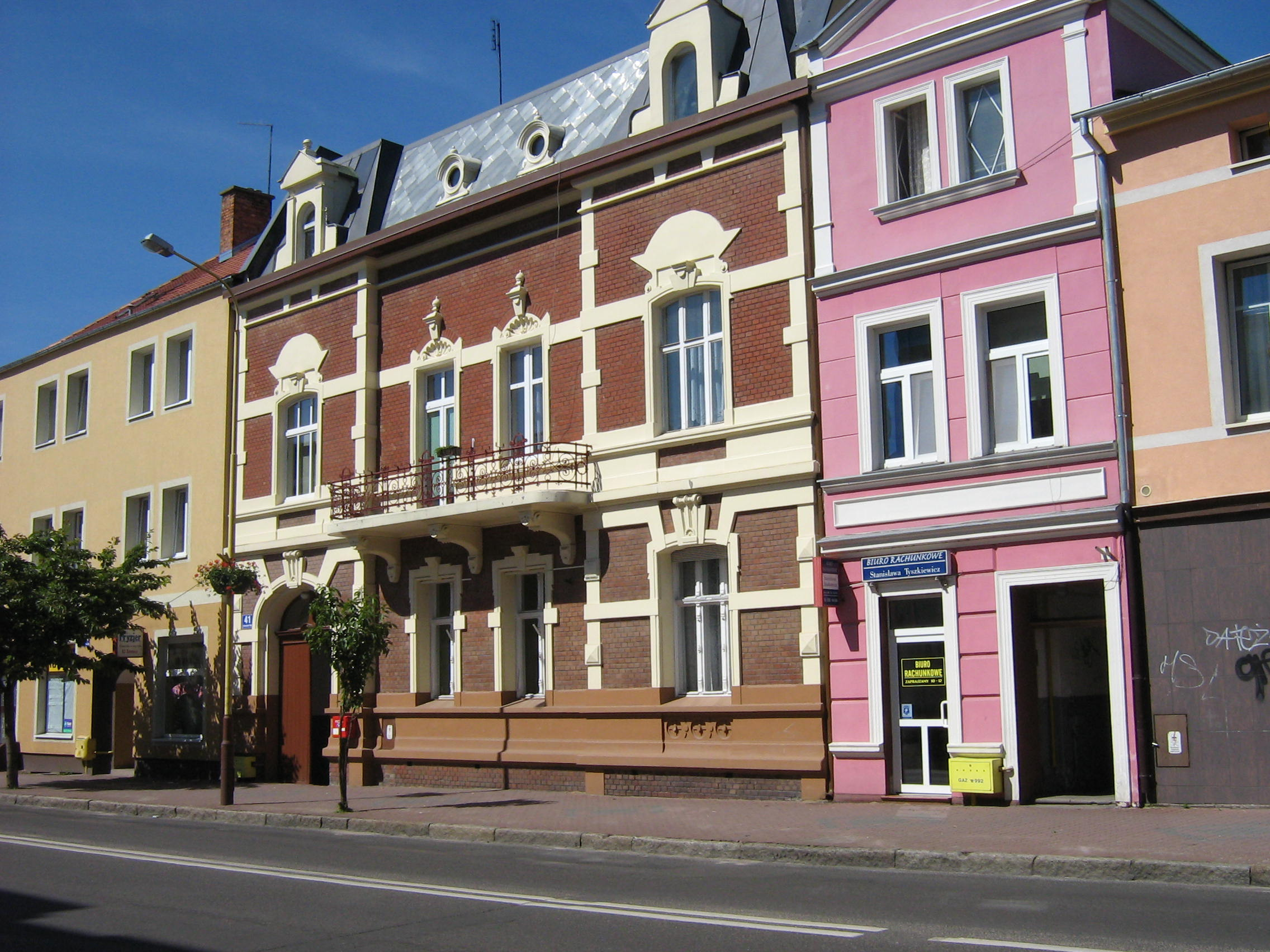
Goleniów
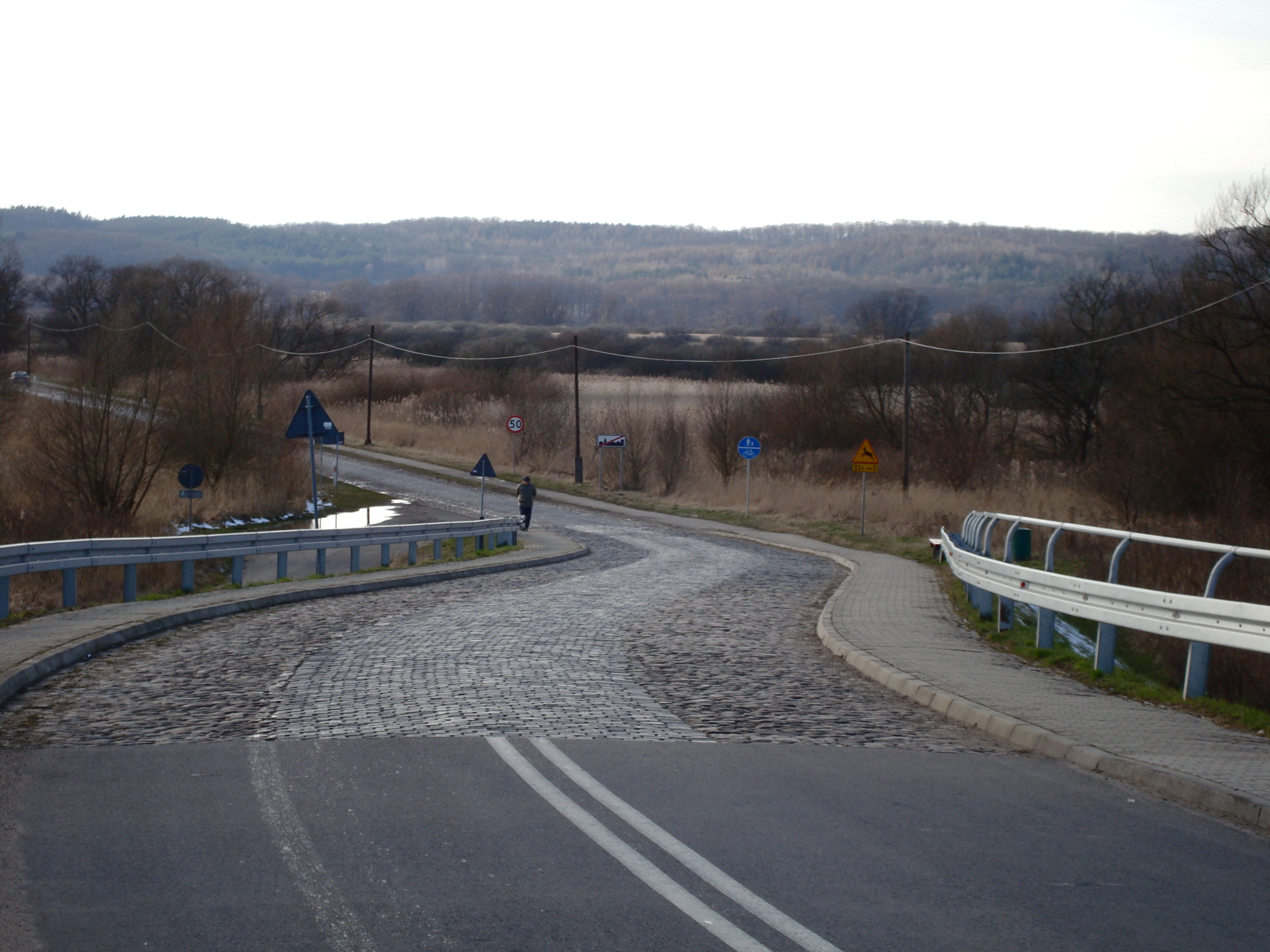
Droga Gryfino – Mescherin
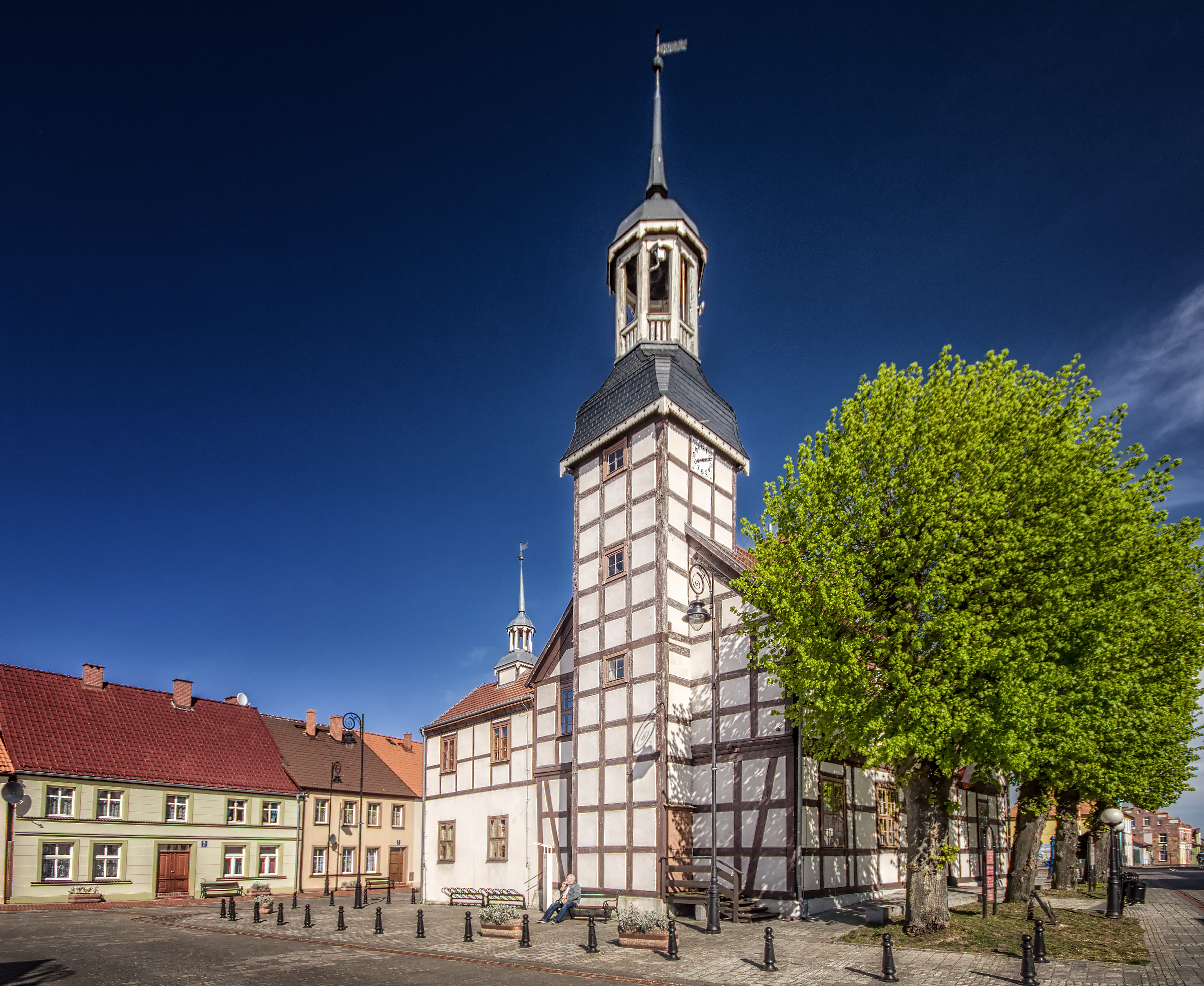
Nowe Warpno
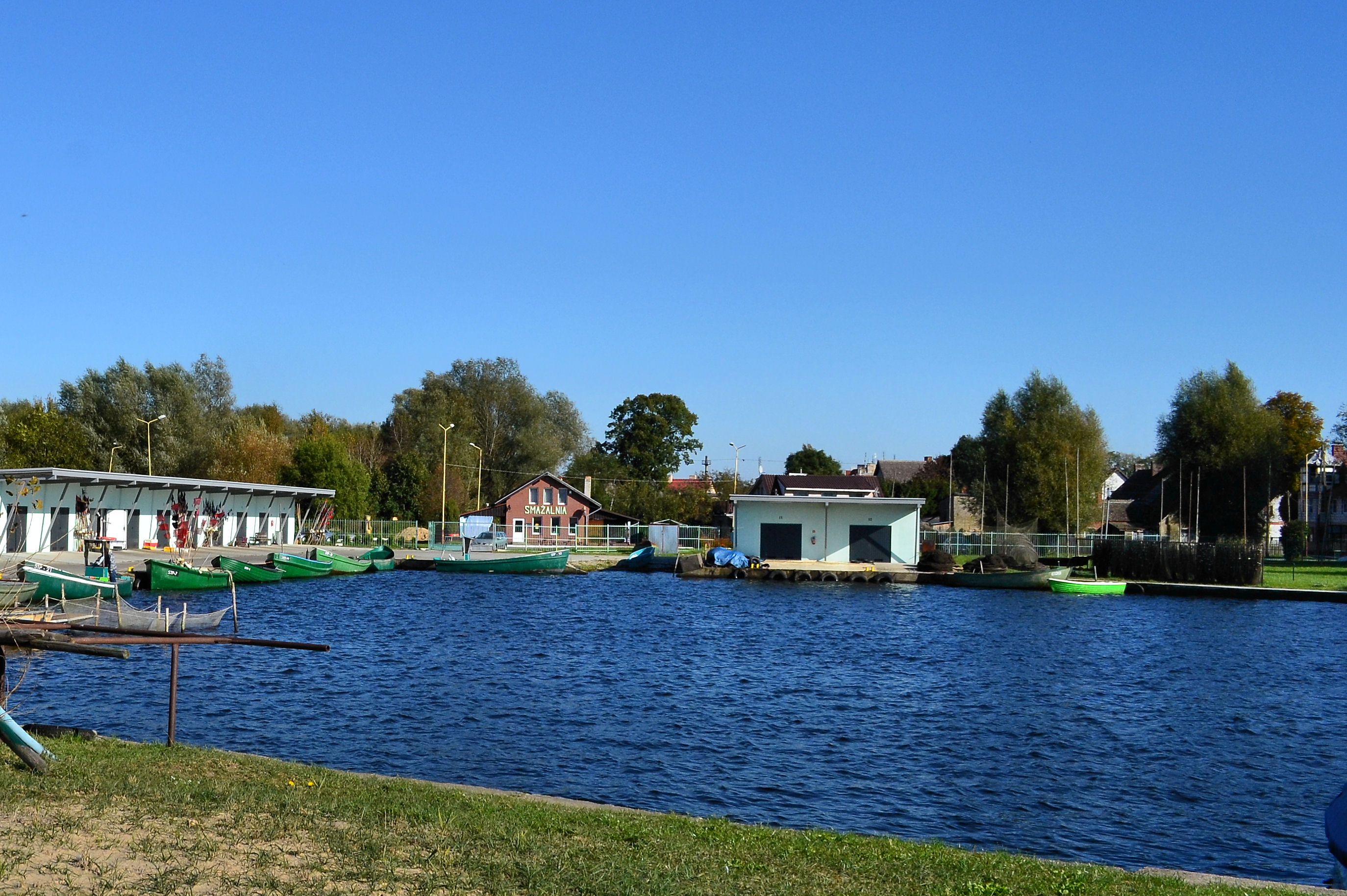
Stepnica

### Skład aglomeracji szczecińskiej według Planu zagospodarowania przestrzennego województwa zachodniopomorskiego
Według tekstu Planu zagospodarowania przestrzennego województwa zachodniopomorskiego:
AGLOMERACJA SZCZECIŃSKA – obszar intensywnej urbanizacji. Centrum administracyjno-gospodarcze-kulturalne. Obszar węzłowy intensywnego rozwoju i przekształceń przestrzennych (miasto Szczecin, Świnoujście, Stargard, Gryfino, Goleniów, Police). Strefa podmiejska intensywnego rozwoju, w tym specjalistyczne rolnictwo – gminy: Kołbaskowo, Dobra Szczecińska, Police, Stargard, Gryfino, Goleniów”.
Mapa dołączona do Planu zagospodarowania przestrzennego województwa zachodniopomorskiego wskazuje obecność w składzie Szczecińskiego Obszaru Metropolitalnego też gmin Nowe Warpno, Kobylanka i Stare Czarnowo.

### Skład aglomeracji szczecińskiej według Koncepcji zagospodarowania przestrzennego kraju
Według mapy (Il.19, s. 67) Koncepcji zagospodarowania przestrzennego kraju w Szczeciński Obszar Metropolitalny wchodzą:
- miasto Szczecin, powiaty goleniowski i policki w całości;
- z powiatu stargardzkiego: miasto Stargard, gmina Kobylanka;
- z powiatu gryfińskiego: gmina miejsko-wiejska Gryfino, gminy Stare Czarnowo, Widuchowa, Banie;
- z powiatu pyrzyckiego: gminy Bielice i Kozielice.

### Skład aglomeracji szczecińskiej według Porozumienia partnerskiego w sprawie Szczecińskiego Obszaru Metropolitalnego
Według Porozumienia partnerskiego w sprawie Szczecińskiego Obszaru Metropolitalnego w jego skład wchodzą:
- miasta: Szczecin i Stargard;
- powiaty: stargardzki, policki, gryfiński;
- gminy: Police, Goleniów, Gryfino, Stargard, Kołbaskowo, Dobra, Kobylanka, Stare Czarnowo, Nowe Warpno.

### Skład aglomeracji szczecińskiej według Unii Metropolii Polskich
Według Unii Metropolii Polskich w Szczeciński Obszar Metropolitalny wchodzą:
- miasta Szczecin i Świnoujście
- powiaty goleniowski, gryfiński, kamieński i policki.

W tych granicach wyodrębnia się tzw. obszar intensywnie zurbanizowany w składzie:
- miasta Szczecin i Świnoujście;
- powiat policki w całości;
- z powiatu goleniowskiego: gmina miejsko-wiejska Goleniów;
- z powiatu gryfińskiego: gmina miejsko-wiejska Gryfino i gmina Stare Czarnowo.

### Skład aglomeracji szczecińskiej według Swianiewicza
Skład aglomeracji szczecińskiej według Swianiewicza i Klimskiej:
Największe miasta aglomeracji to:
- Szczecin – ludność – 407 tys. Powierzchnia – 301 km²
- Stargard – ludność – 70 tys. Powierzchnia – 48 km²
- Świnoujście – ludność – 41 tys. Powierzchnia – 197,23 km²
- Police – ludność – 34 tys. Powierzchnia – 37 km²
- Goleniów – ludność – 22 tys. Powierzchnia – 12 km²
- Gryfino – ludność – 21 tys. Powierzchnia – 9,58 km²

W skład aglomeracji wchodzą również gminy:
- z powiatu gryfińskiego:
  - gmina Gryfino bez miasta – ludność – 10 tys. Powierzchnia – 244 km²
  - gmina Stare Czarnowo – ludność – 3,8 tys. Powierzchnia – 153,17 km²
- z powiatu stargardzkiego:
  - gmina Stargard – ludność – 11 tys. Powierzchnia – 318,47 km²
  - gmina Kobylanka – ludność – 5,5 tys. Powierzchnia – 122,05 km²
- z powiatu goleniowskiego:
  - gmina Goleniów bez miasta – ludność – 10 tys. Powierzchnia – 431 km²
  - gmina Stepnica – ludność – 4.5 tys. Powierzchnia – 294,16 km²
- z powiatu Police:
  - gmina Police bez miasta – ludność – 7,5 tys. Powierzchnia – 214,5 km²
  - gmina Nowe Warpno – ludność – 1,5 tys. Powierzchnia – 197,07 km²
  - gmina Dobra – ludność – 11,7 tys. Powierzchnia – 110,27 km²
  - gmina Kołbaskowo – ludność – 8 tys. Powierzchnia – 105,40 km²

### Skład aglomeracji szczecińskiej wraz z przygranicznymi niemieckimi miejscowościami
Aglomeracja szczecińska może być liczona również zaliczając przygraniczne niemieckie miejscowości w których to osiedliło się wielu Polaków na co dzień dojeżdżających do pracy do Szczecina (okolice miasta Pasewalk, powiat Vorpommern-Greifswald), jak również Niemców korzystających z oferty przede wszystkim handlowej Szczecina. Wówczas liczba mieszkańców aglomeracji jest wyższa. Obszar ten łączy stała komunikacja autobusowa – linia 705 (Szczecin – Bismark-Löcknitz – Rossow-Polzow – Pasewalk.)
Biorąc pod uwagę część powiatu Vorpommern-Greifswald:
- Amt Löcknitz-Penkun – ludność – 11.211 tys. Powierzchnia – 428,4 km²
- Amt Am Stettiner Haff – ludność – 12.324 tys. Powierzchnia – 434,8 km²
- Ueckermünde – ludność – 10.387 tys. Powierzchnia – 84,69 km²
- Pasewalk – ludność – 11.699 tys. Powierzchnia – 54,99 km²
- Amt Uecker-Randow-Tal – ludność – 8,240 tys. Powierzchnia – 289,7 km²

Powiat Vorpommern-Greifswald
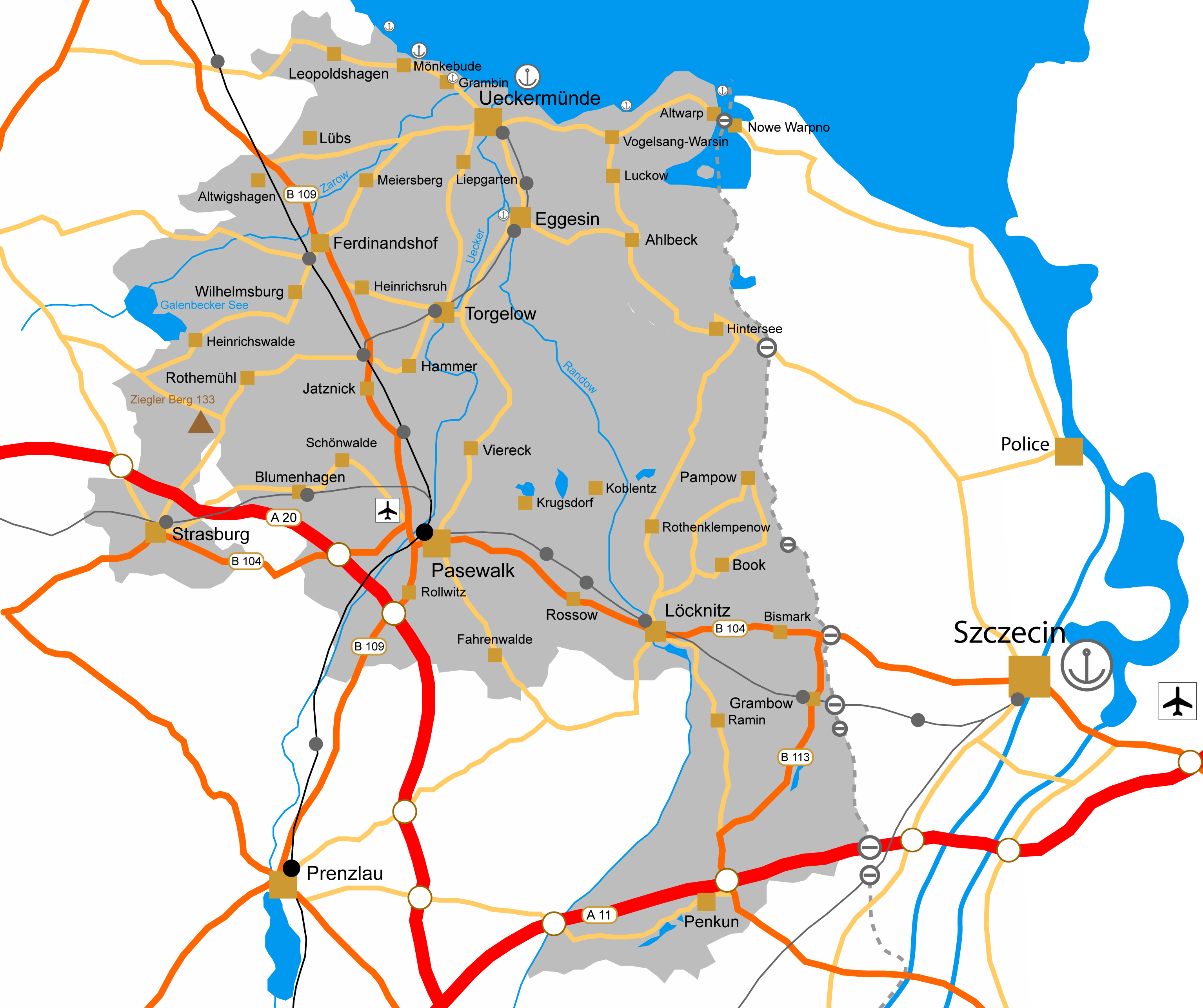
Sieć komunikacyjna
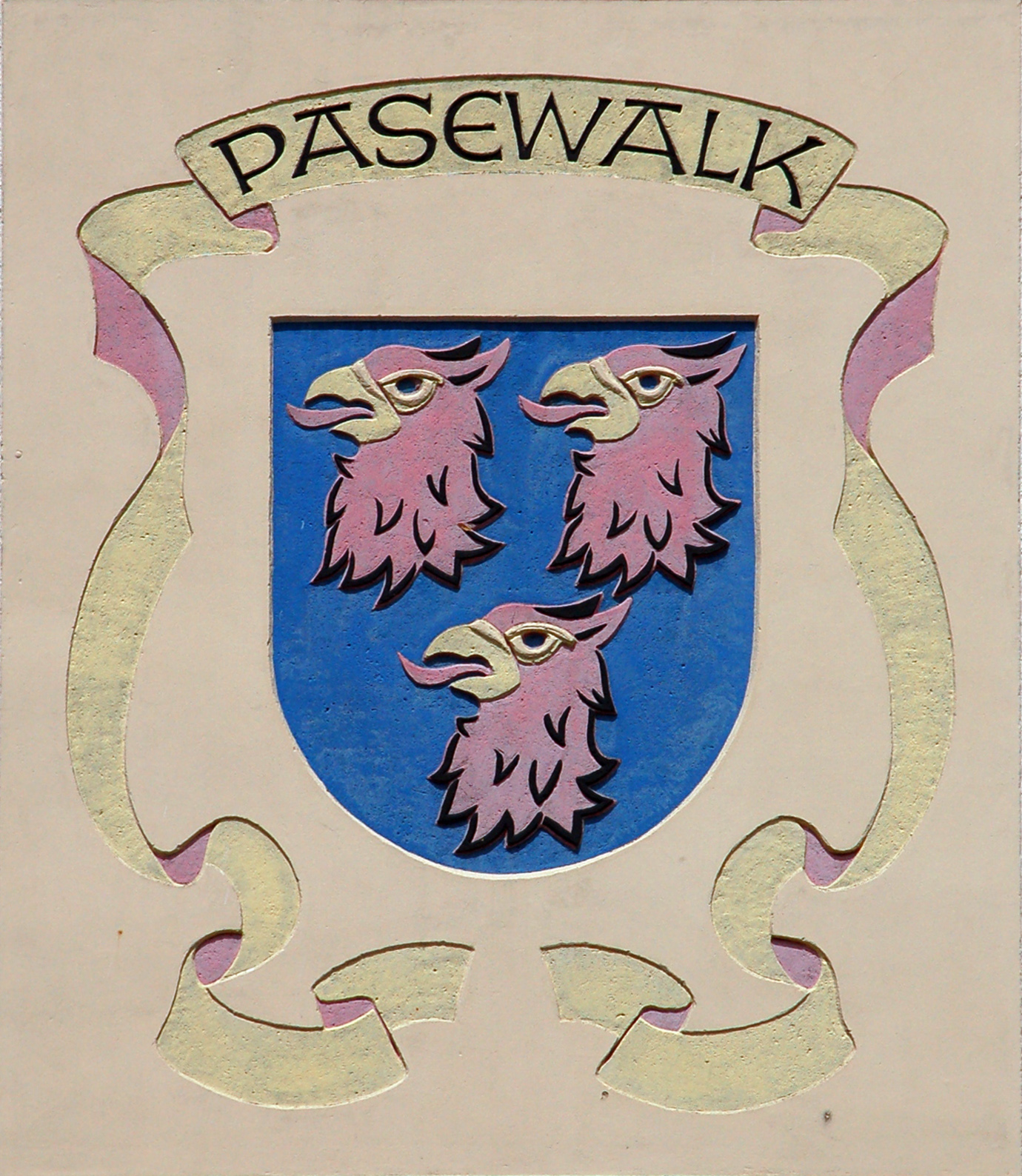
Pasewalk
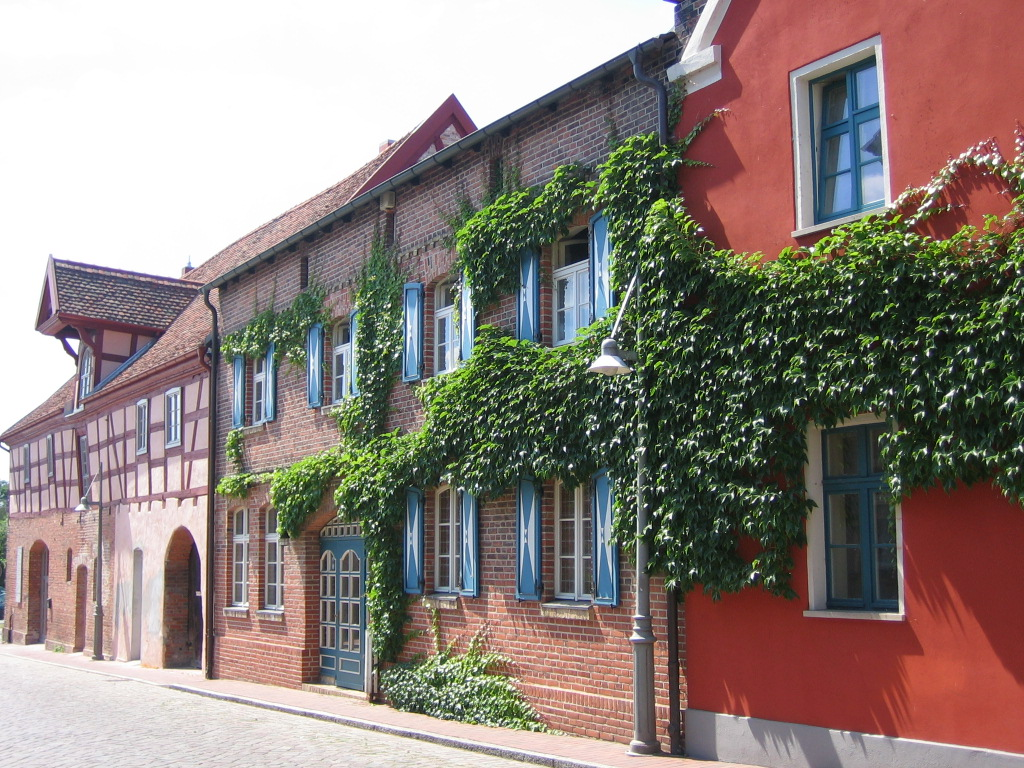
Ueckermünde
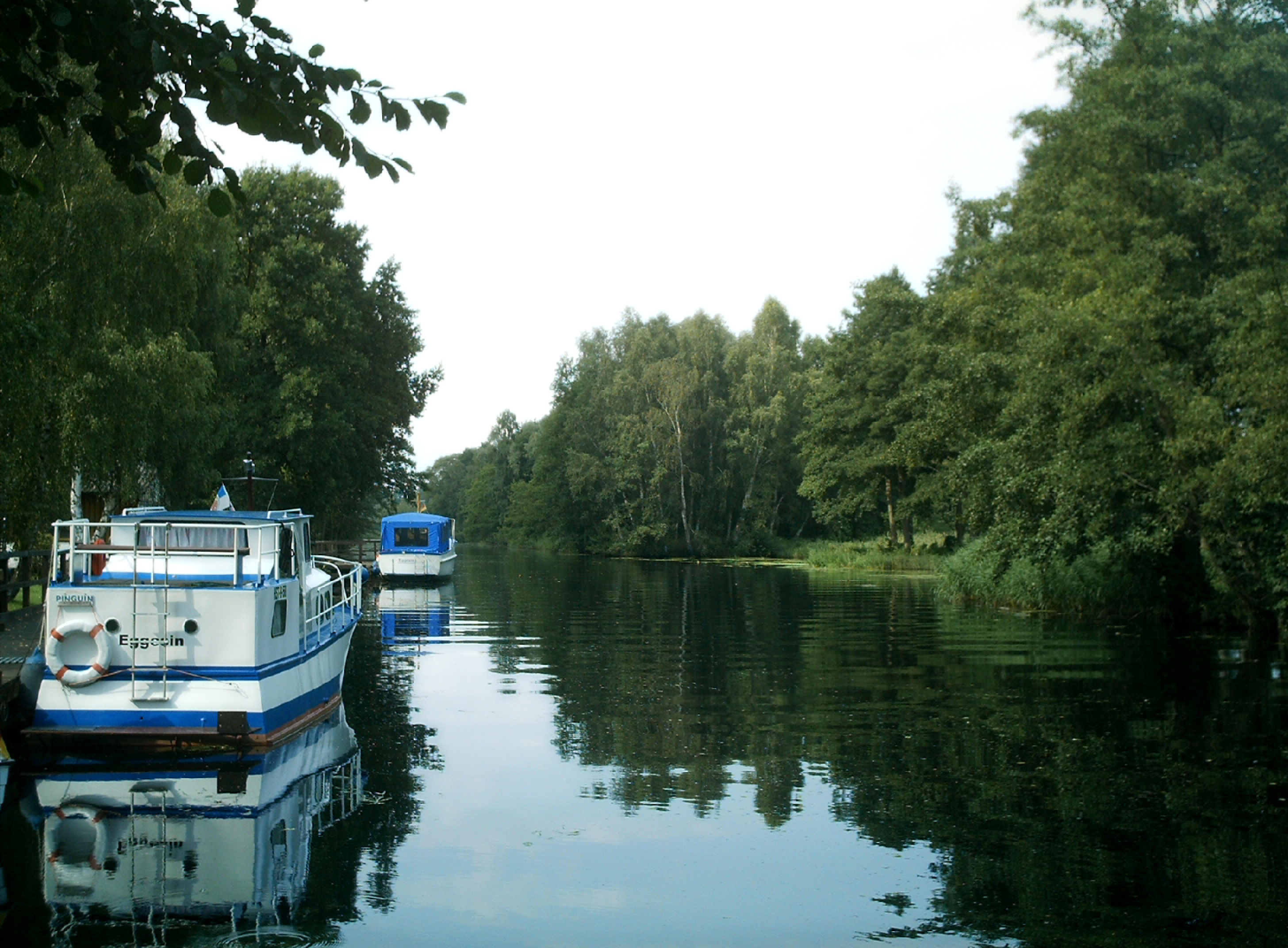
Rzeka Rędowa (Randow)

| Łączna liczba ludności | Łączna powierzchnia |
| ---------------------- | ------------------- |
| 721,861 tys.           | 4087,58 km²         |

## Gospodarka
Główne przedsiębiorstwa, porty i stocznie aglomeracji:
| - Zakłady Chemiczne Police - Policki Park Przemysłowy - Port morski i rzeczny Police - Elektrownia Dolna Odra - Regionalny Park Przemysłowy w Gardnie - Port lotniczy Szczecin-Goleniów - Goleniowski Park Przemysłowy - Stargardzki Park Przemysłowy - Fabryka opon Bridgestone na terenie SPP - Cukrownia Kluczewo w Stargardzie - Polskie LNG Świnoujście - Terminal Promowy Świnoujście - Port Handlowy Świnoujście Sp. z o.o. - Polska Żegluga Morska - Euroafrica Linie Żeglugowe | - Unity Line - Szczecińska Stocznia Remontowa „Gryfia” - Stocznia Remontowa Pomerania - Zarząd Morskich Portów Szczecin i Świnoujście - Vobis SA - Polmos Szczecin - Bosman Browar Szczecin SA |

Gospodarka aglomeracji szczecińskiej
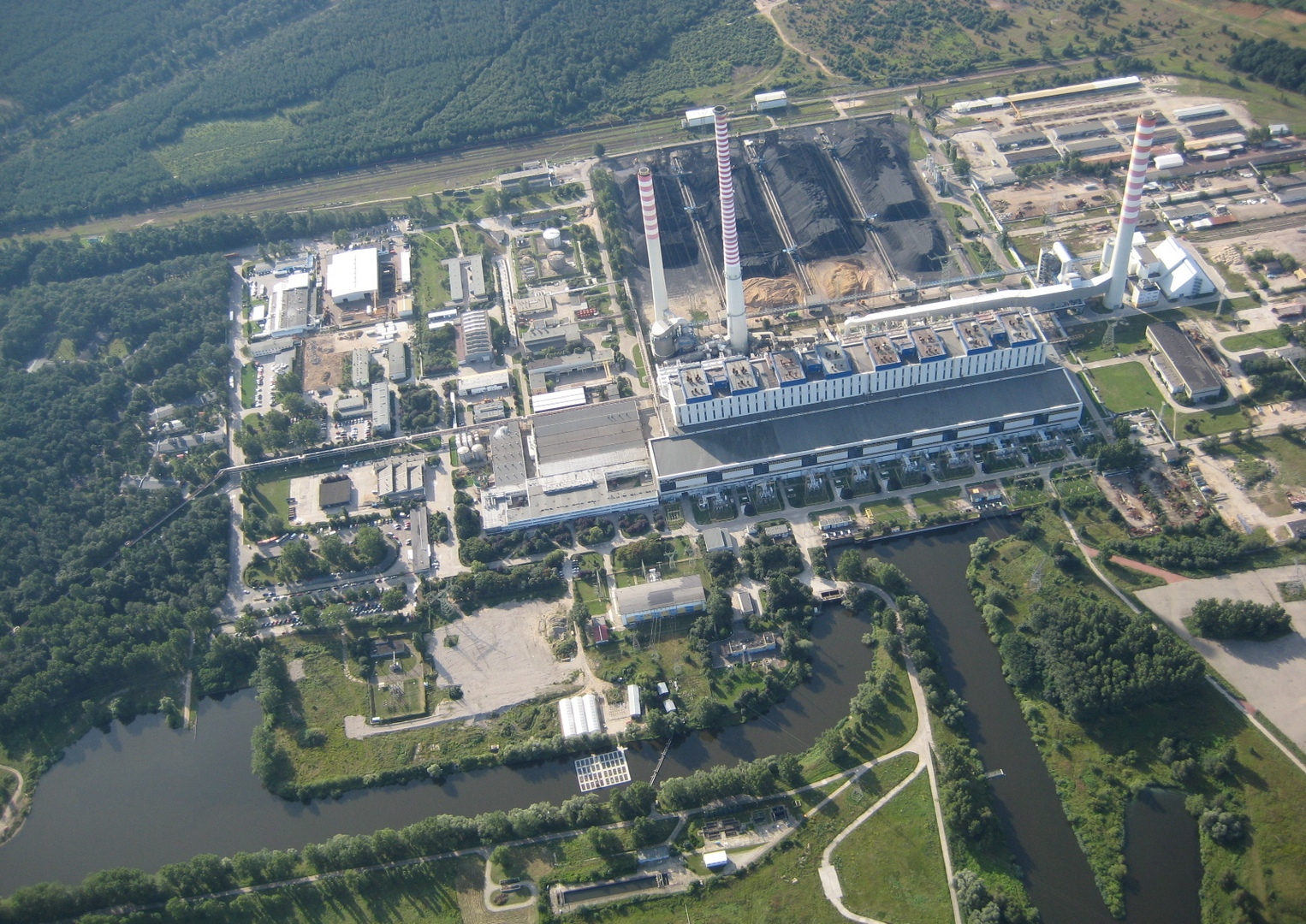
PGE Elektrownia Dolna Odra
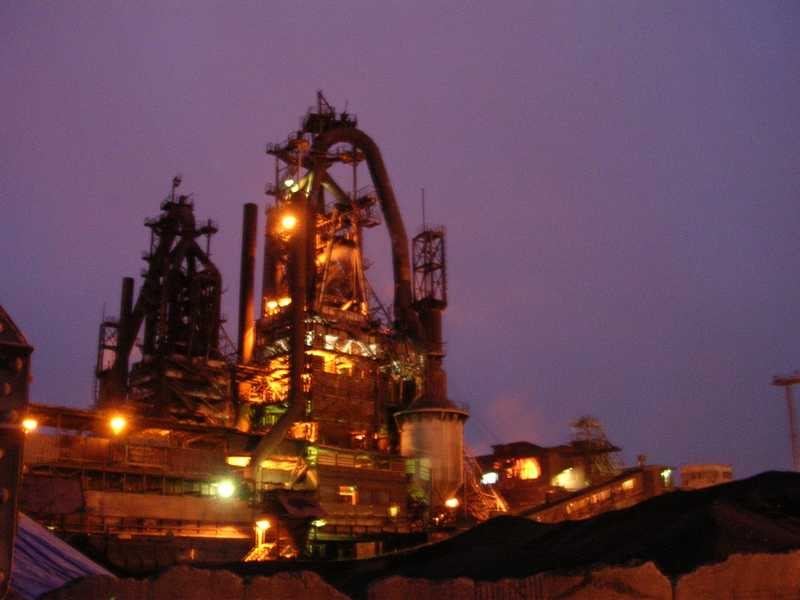
Huta Szczecin
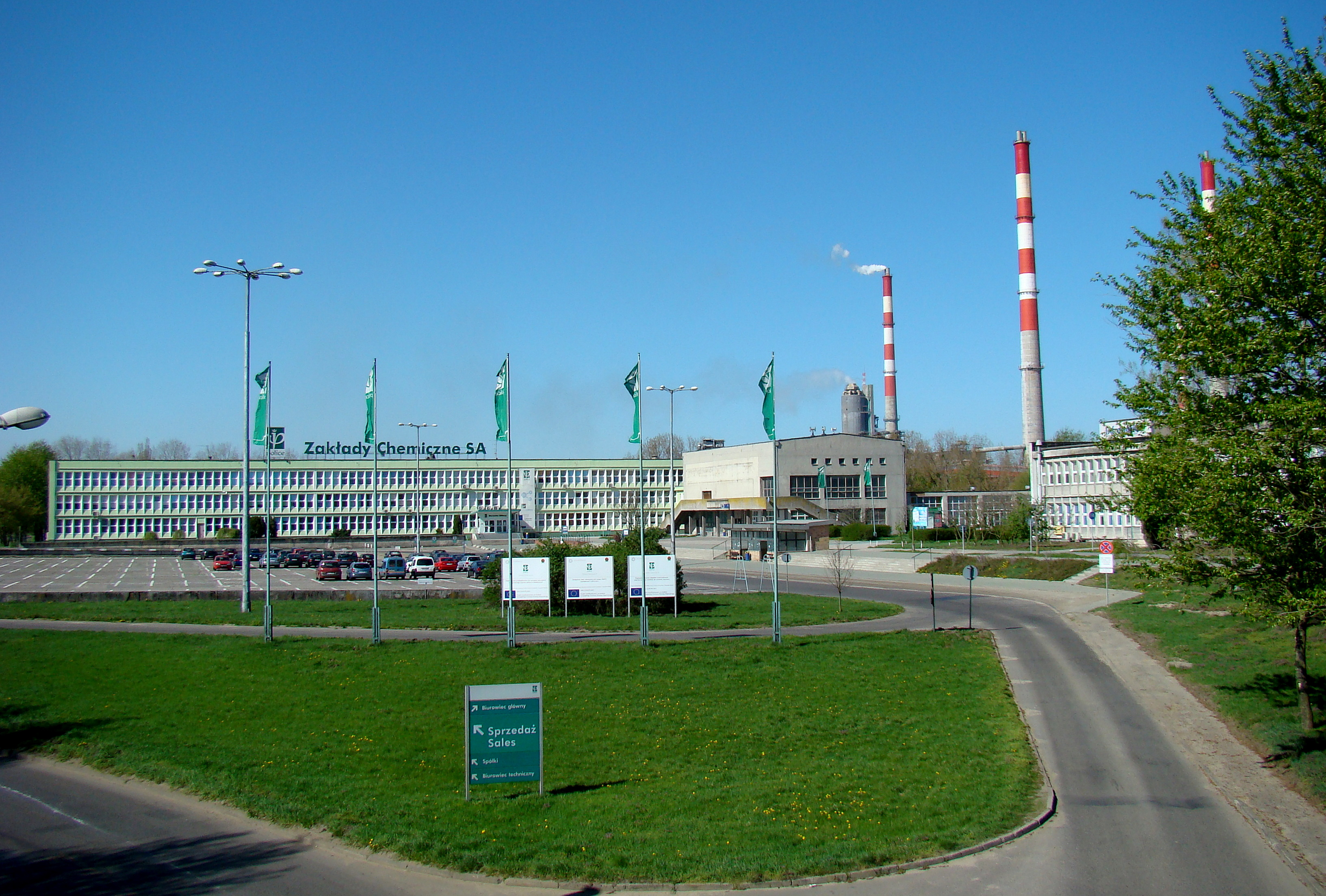
Zakłady Chemiczne Police
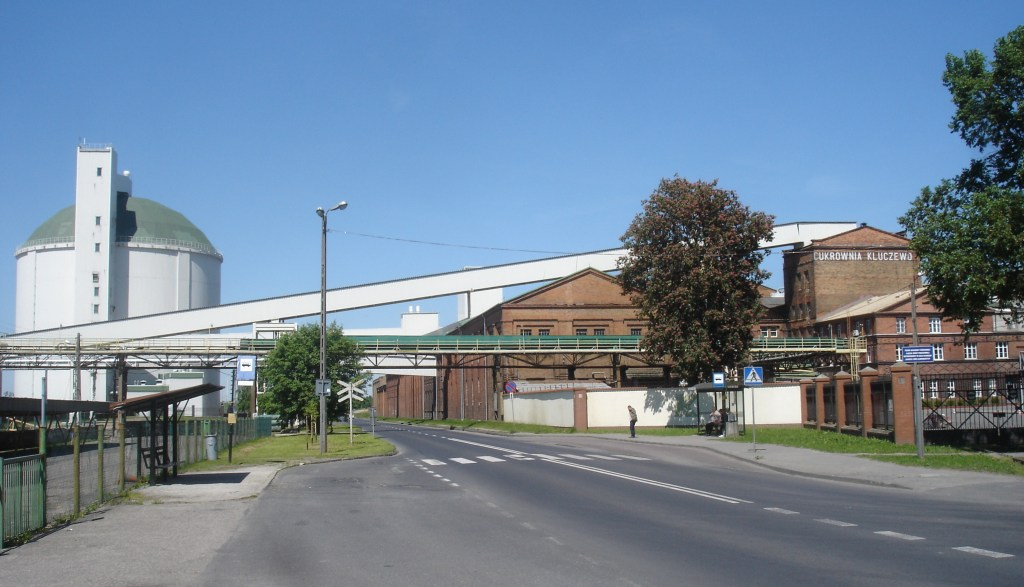
Cukrownia Kluczewo w Stargardzie
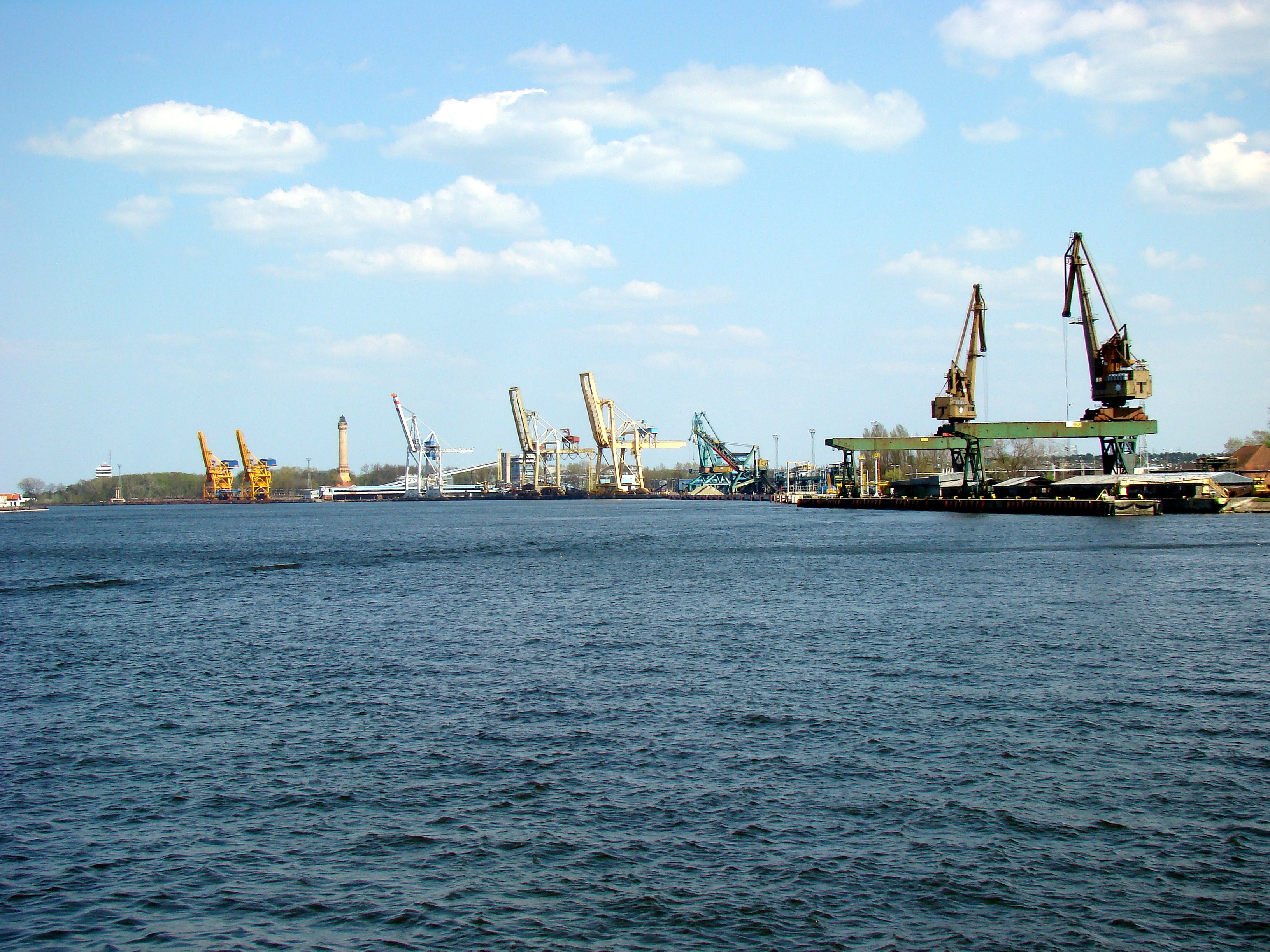
Port Świnoujście
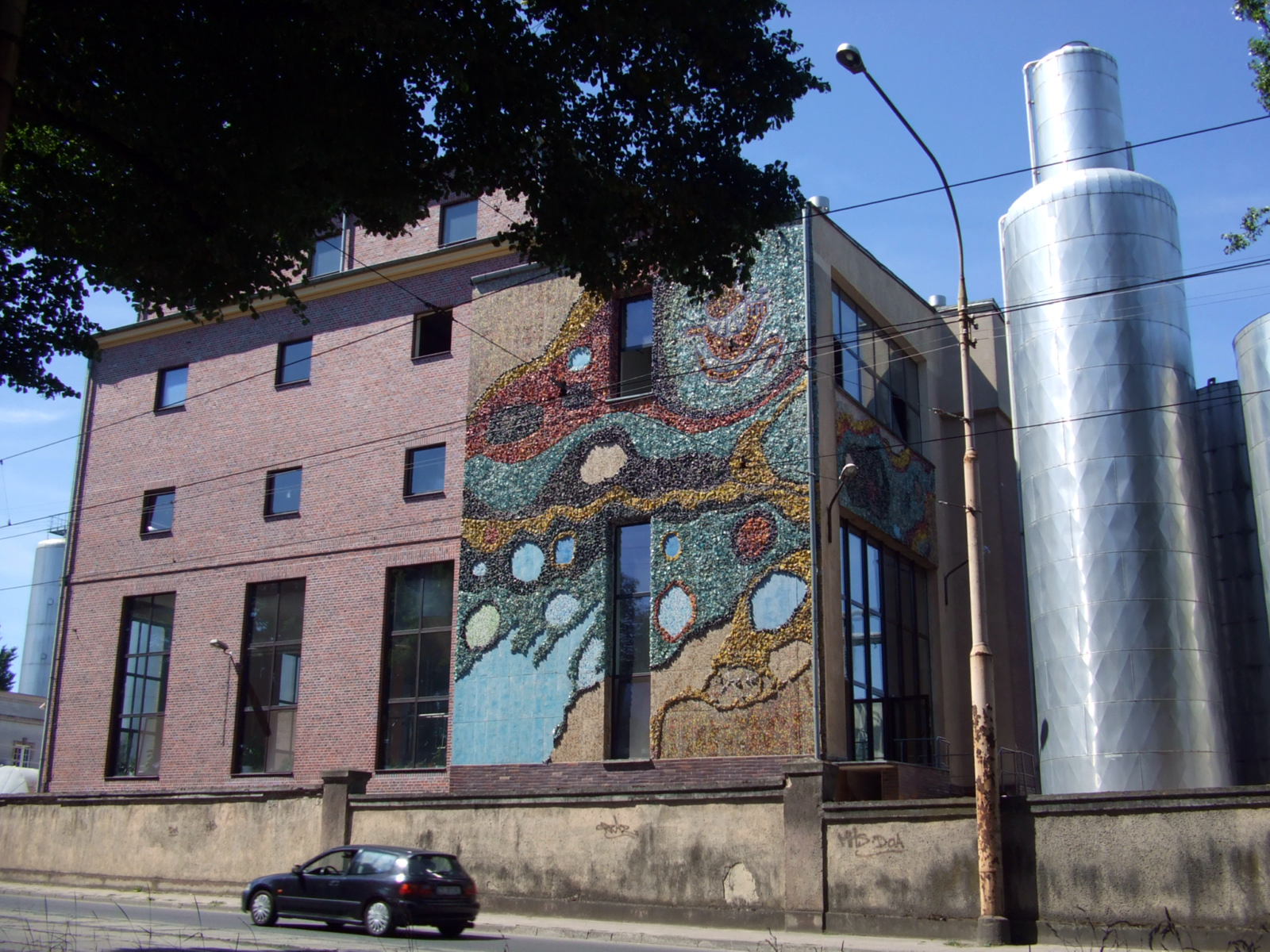
Bosman Browar Szczecin SA

## Transport
Najważniejszymi ciągami komunikacyjnymi aglomeracji są autostrada A6 Szczecin-Berlin zarazem stanowiąca obwodnicę Szczecina i droga ekspresowa S3 przy których to powstają Parki Przemysłowe (Gryfiński, Goleniowski) oraz droga ekspresowa S10 łącząca Szczecin ze Stargardem.
W Szczecinie, Stargardzie, Świnoujściu i w Policach istnieje rozwinięta sieć linii komunikacji miejskiej. Ważną rolę odgrywają połączenia kolejowe między stolicą regionu a Stargardem, Świnoujściem, Goleniowem i Gryfinem.
Przy granicy miasta Goleniów znajduje się port lotniczy Szczecin-Goleniów.

Komunikacja aglomeracji szczecińskiej
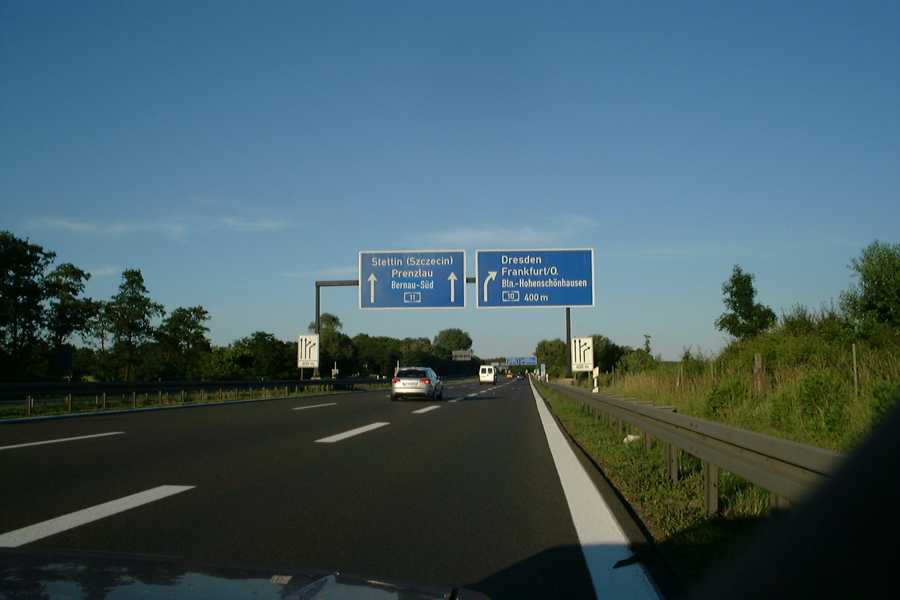
Autostrada A11 / Autostrada A6 Szczecin-Berlin widok jadąc od strony Berlina
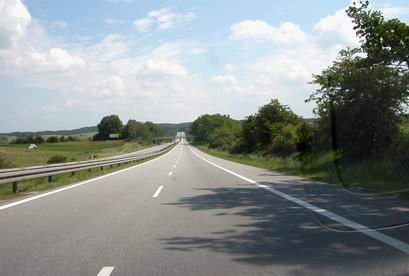
Autostrada A6 Szczecin-Klucz obecnie w tym miejscu powstaje węzeł A6/S3
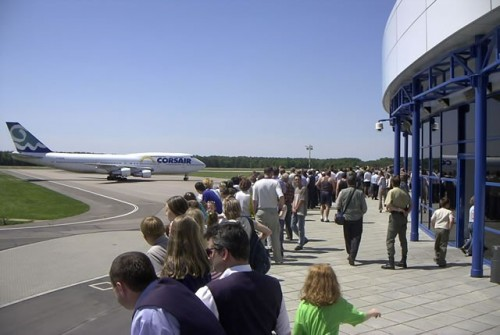
Port lotniczy Szczecin-Goleniów
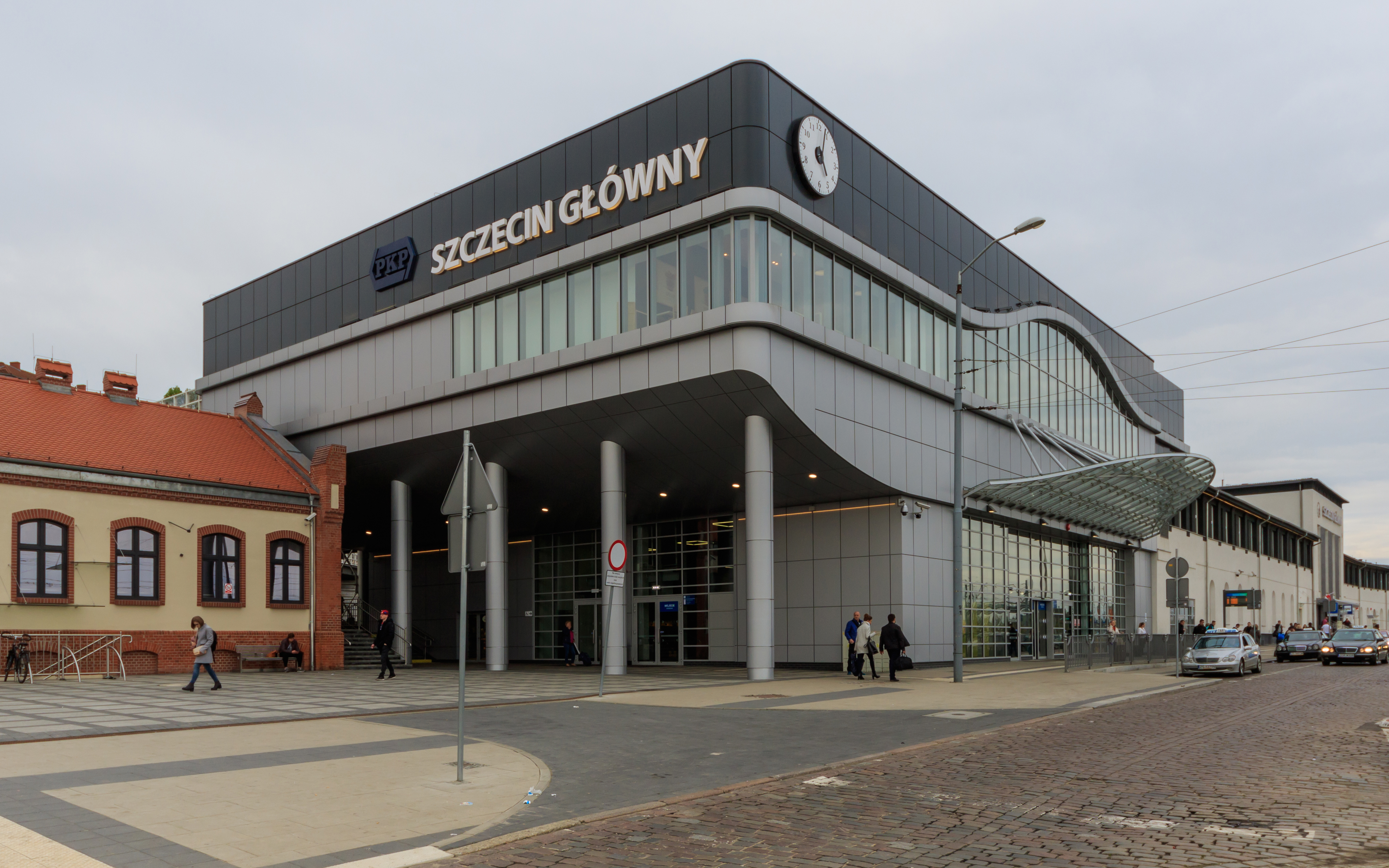
Szczecin Główny
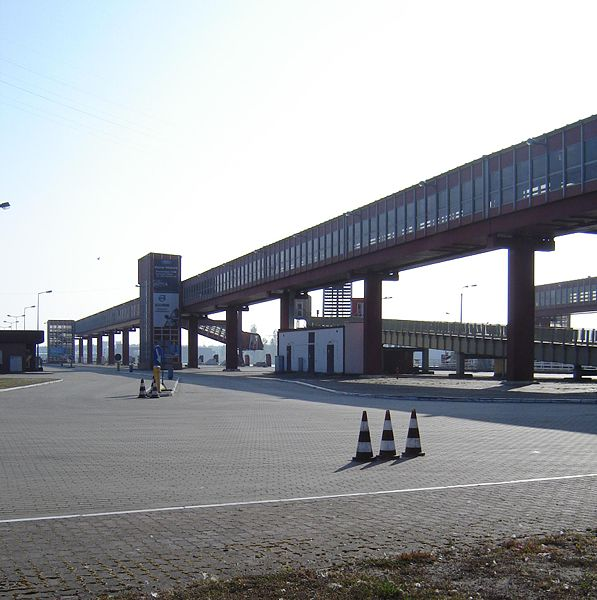
Terminal Promowy Świnoujście
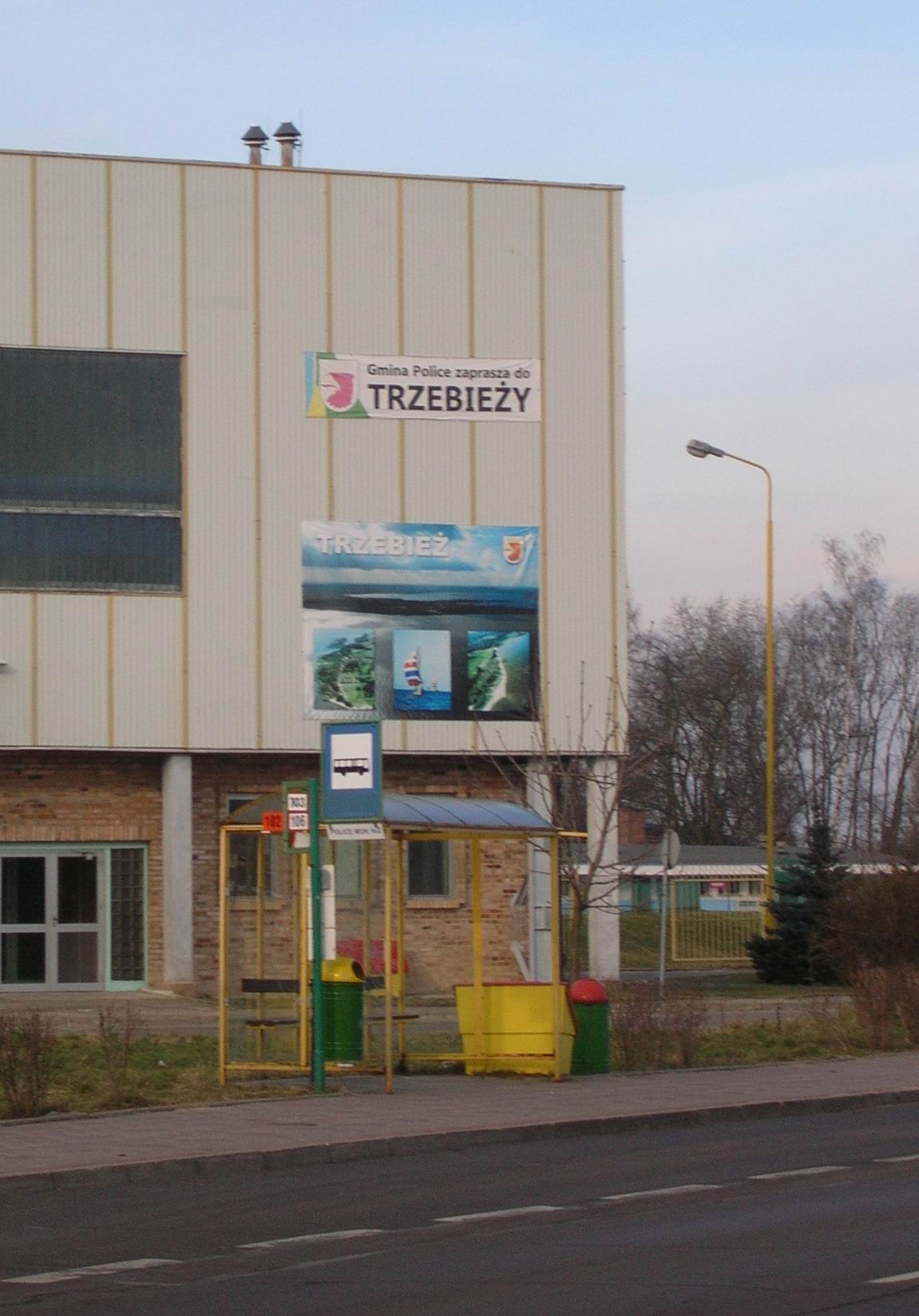
Przystanek komunikacji miejskiej w Policach